# Ouroeste
Ouroeste é um município brasileiro do estado de São Paulo. A cidade tem uma população de 10.596 habitantes (IBGE/2024). O município é formado pela sede e pelo distrito de Arabá.

## História
Ouroeste tem esse nome devido a suas terras serem férteis e estar localizada na região noroeste do estado de São Paulo. Foi fundada em 27 de janeiro de 1952 por João Velloso, proprietário da Fazenda Velloso, então situada no município de Fernandópolis. Em 1990, foi elevada a distrito de Guarani d'Oeste. Tornou-se município autônomo em 27 de dezembro de 1995.
Considerada a cidade mais bem sustentável do grande interior paulista, com um índice de vida bem alto, comparando-se ao da cidade de Paulínia, cidade da Região Metropolitana de Campinas, que tem o IDH mais alto do estado, na cidade de Ouroeste esse índice evoluiu nos últimos anos devido à instalação de uma multinacional na região. Ouroeste é um bom lugar para se viver.

## Geografia
Localiza-se a uma latitude 20º00'02" sul e a uma longitude 50º22'20" oeste, estando a uma altitude de 500 metros. Possui uma área de 288,8 km².

### Hidrografia
- Rio Grande

### Rodovias
- SP-543

## Demografia

### População
| Crescimento populacional                             | Crescimento populacional | Crescimento populacional | Crescimento populacional |
| Ano                                                  | População Total          |                          | %±                       |
| ---------------------------------------------------- | ------------------------ | ------------------------ | ------------------------ |
| 2000                                                 | 6 290                    |                          | —                        |
| 2010                                                 | 8 405                    |                          | 33,6%                    |
| 2022                                                 | 10 294                   |                          | 22,5%                    |
| Est. 2024                                            | 10 596                   | [ 8 ]                    | 2,9%                     |
| Fontes: Censos Demográficos IBGE e Estimativas SEADE |                          |                          |                          |

### Dados demográficos
Dados do Censo - 2010
População total: 8.405
- Urbana: 7.546
- Rural: 859
- Homens: 4.190
- Mulheres: 4.215

Densidade demográfica (hab./km²): 29,10
Dados do Censo - 2000
Mortalidade infantil até 1 ano (por mil): 14,36
Expectativa de vida (anos): 72,04
Taxa de fecundidade (filhos por mulher): 2,02
Taxa de alfabetização: 87,20%
Índice de Desenvolvimento Humano (IDH-M): 0,787
- IDH-M Renda: 0,695
- IDH-M Longevidade: 0,784
- IDH-M Educação: 0,883

(Fonte: IPEADATA)

## Política e administração
- Prefeita:  Livia Luana Costa Oliveira (2017/2020)
- Vice-prefeito: Nelcides de Oliveira Rodrigues
- Presidente da câmara: Julio Cesar Santos (2017/2018)

### Prefeitos
Teve como primeiro prefeito Nelson Pinhel e vice-prefeito Sebastião Geraldo da Silva no mandato de 1997 a 2000. O segundo prefeito eleito foi Edivaldo Fraga da Silva e vice-prefeito Nelcides de Oliveira Rodrigues no mandato de 2001 a 2004. O terceiro prefeito Nelson Pinhel e vice-prefeito Sebastião Geraldo da Silva no mandato de 2005 a 2008. O quarto prefeito Nelson Pinhel e vice-prefeito Sebastião Geraldo da Silva no mandato de 2009 a 2012. O quinto prefeito Sebastião Geraldo da Silva e vice-prefeito Gilmar Manchi Lopes no mandato de 2013 a 2016.

## Infraestrutura

### Comunicações
O sistema de telefones automáticos foi inaugurado na cidade em 1981 pela Telecomunicações de São Paulo (TELESP), que também implantou o sistema de discagem direta à distância (DDD) em 1988 com o código de área (0174). Anteriormente a cidade era atendida pela Companhia de Telecomunicações do Estado de São Paulo (COTESP).
Na década de 90 o código DDD da cidade foi alterado para (017), para padronização do sistema telefônico com a telefonia celular que estava sendo implantada em todo o estado.

## Religião
O Cristianismo se faz presente na cidade da seguinte forma:

### Igreja Católica
- A igreja faz parte da Diocese de Jales.[18]

### Igrejas Evangélicas
Entre as igrejas protestantes históricas, pentecostais e neopentecostais, encontram-se na cidade:
- Assembleia de Deus Ministério do Belém.[21][22]
- Congregação Cristã no Brasil.[23]